# نبردناو کلاس برتاین
نبردناو کلاس برتاین (به انگلیسی: Bretagne-class battleship) یک کلاس از کشتی است که طول آن ۱۶۶ متر (۵۴۴ فوت ۷ اینچ) می‌باشد.